# Xiulet
El xiulet és un instrument de vent generalment d'una única nota, que produeix so mitjançant un flux forçat d'aire, que imita el xiulet humà. Xiulet indica tant l'instrument com el so de xiular. Es pot fer amb un l'instrument o també amb la boca, els dits o una fulla. Les variants normatius són xiulet, xiulit i siulet.
Existeixen diversos tipus de xiulets, des dels més petits com els de la policia, dels conductors de tren o dels esports, a uns molt més grans, de vapor, com als trens o vaixells. Molts xiulets són eines utilitàries, per fer senyals auditius, sense funció musical. De vegades contenen una bola que dona un so particular.
N'hi ha de fusta, de metall, de ceràmica, vidre… de qualsevol material prou dur. Poden tenir un o dos forats que els permeten l’alternança de sons.
Hi ha xiulets d'alta freqüència, que són pràcticament inaudibles per als humans, però els gossos, sí que el poden sentir. N'hi de simulació que imiten el so d'un altre objecte o d'algun animal, com ho poden ser els xiulets que sonen com un tren o com un ànec o altres ocells, denominats genèricament com reclams o brills.

## Xiulets de comunicació i d'emergència
Els xiulets amb un so estrident que arriba més lluny que la veu humana. Antany es feien servir els vigilants de les torres de guaita. Avui es fan servir per comunicar senyals, entre d'altres pels àrbitres de diversos esports, agents de policia i conductors de trens. Els agents uniformats patrullen els carrers amb un xiulet que els permet emetre un senyal d'alarma potent i distintiu, que predomina sobre altres sorolls.
Un xiulet d'emergència forma part obligatòria de l'equip salvavides. Al mar i a la muntanya, en casos d'accidents, un xiulet pot ajudar per a localitzar víctimes o comunicar entre els equips de rescat. Un xiulet se sent més que un crit i abasta una distància més llarga.

## Xiulets mariners
En els vaixells de guerra de la Grècia clàssica un flautista (auletes) marcava el ritme dels remers. A l'Edat Mitja i èpoques posteriors, els còmits de les galeres portaven un xiulet d'argent penjat al coll pera donar ordres. Hi ha documents que indiquen que el capità i els oficials empraven xiulets específics, d'un so diferent que el xiulet del còmit. Els codis dels senyals d'aleshores no han perdurat.
Diverses marines de guerra van adoptar xiulets i codis de senyals que han perdurat, amb pocs canvis, des del segle xvii fins a l'actualitat. Hi ha documents que indiquen l'ús honorífic de xiulets d'or amb cadenes d'or per part dels almiralls i altres personalitats. A la marina anglesa, el xiulet com a símbol honorífic aparegué l'any 1562. A partir de 1671 fou emprat per a donar ordres. La forma del xiulet de vaixell o xiulet de nostramo és característica. S'assembla a una pipa de fumador, amb un recipient esfèric i un tub prim i corbat. Pot emetre dues tonalitats.
Hi ha una sèrie de codis establerts entre xiulades curtes (± un segon) i xiulades llargues (4 a 6 segons) per comunicar entre vaixells.
- Xiulet mariner
- Xiulet mariner modern
- Jean-Frédéric I de Saxònia amb xiulet i cadena d'or
Retrat de Lucas Cranach el Vell (1531)

## Xiulets particulars

### Xiulets de vapor
Els xiulets accionats per vapor d'aigua foren molt populars en l'anomenada «era del vapor». N'hi havia a les locomotores, vaixells, fàbriques… Algunes teteres disposen d'un xiulet avisador aprofitant el propi vapor.
- Secció d'un xiulet de vapor de locomotora
- Xiulets de locomotores de vapor franceses
- Xiulet de vaixell de vapor

### Ampolles
Una ampolla es comporta com un ressonador de Helmholtz. En el sentit de què disposa d'un volum, un coll més prim i un forat al exterior. Bufant en el forat, de costat i sense tapar-lo, provoca un so. Es pot variar la freqüència en omplir-la, parcialment, d'algun líquid.

### Siurell o rossinyol de terissa
El siurell de terissa de les Illes Balears, que s'omple d'aigua per obtenir un só particular.

### Piròfon
El pyrophone era una mena d'orgue basat en els sons produïts per diferents tubs respectivament provocats per flames d'hidrògen en el seu interior. Aquest fenomen era conegut i divulgat pels físics. Fou inventat per Georges Frédéric Eugène Kastner cap al 1890.

### Xiulets supersònics
La majoria de xiulets que es fan sonar bufant amb la boca emeten so a partir d'un cabal d'aire subsònic. Hi ha altres xiulets, accionats per aire o vapor a pressió que estan basats en cabals supersònics. A més de la capacitat d'emetre sons audibles, poden ser dissenyats i construïts per a emetre infrasons i ultrasons. Tenen aplicacions científiques i industrials. Hi ha quatre tipus de xiulets supersònics: el de Hartmann, Galton, vòrtex i Levavasseur:

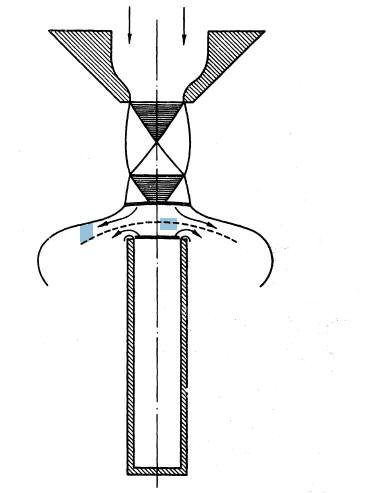
Xiulet de Hartmann
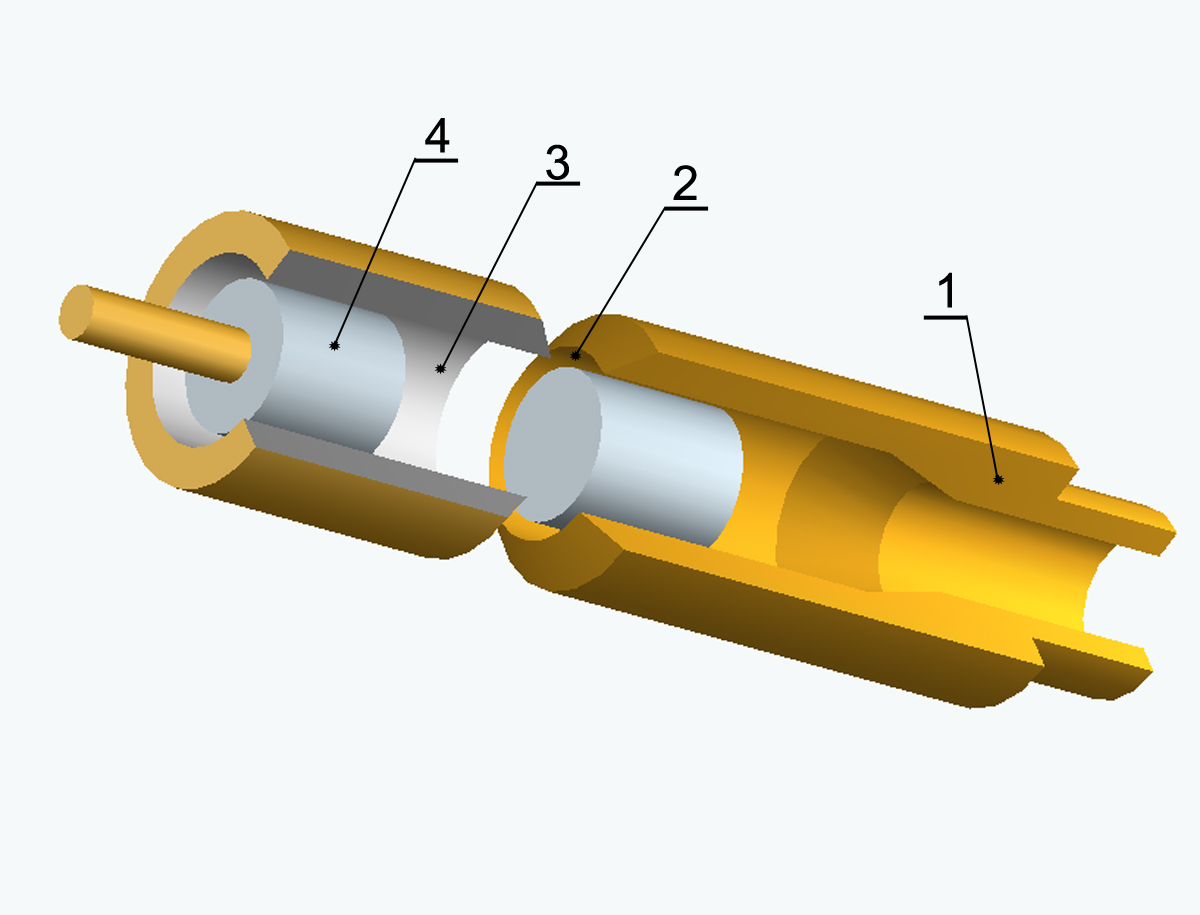
Xiulet de Galton
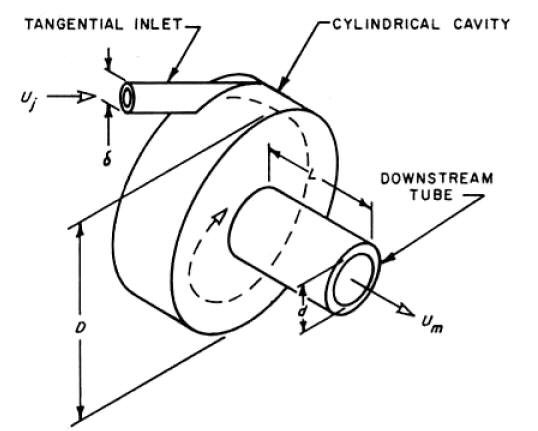
Xiulet de vòrtex
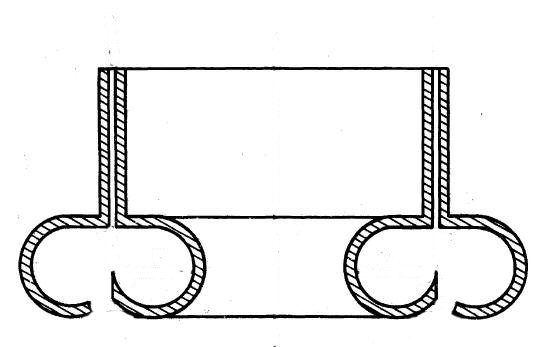
Xiulet de Levavasseur
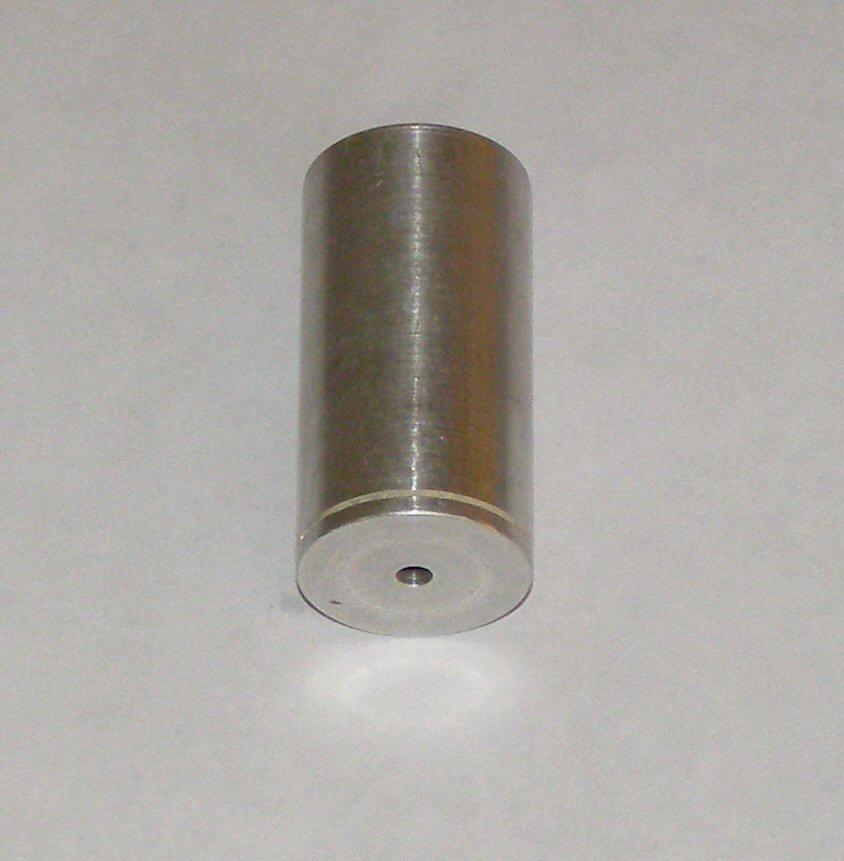
Díode sònic

## Xiulet de nostramo
El xiulet mariner és un instrument de metall que es compon d'un tub estret que dirigeix l'aire sobre una esfera de metall amb forat a la part superior que serveix per canviar el to

## Mencions documentals
- 1250. Jean de Joinville. Xiulet de comandament en una galera genovesa: «Al riu, davant del rei, hi havia una galera genovesa on no semblava haver-hi més que un home. Quan aquest veié el rei, feu sonar un xiulet i de dins de la galera sortiren 80 ballesters ben aparellats, amb les ballestes parades; i tot seguit posaren cairells en la llera».[35]
- 1301. Dante Alighieri en la Divina comèdia va escriure uns versos de les ordres donades amb xiulet en una galera.[36]
- 1379. A la nit calia navegar sense els xiulets de comandament: «Navigantibus nobis absque strepitu et cum ordine magno, imposito etiam comitis ut sibloti sive frasceti silerent».[37]
- 1417. «Un siulet petit d'argent».[38]
- 1460. En l'obra de Jaume Roig, Espill, s'esmenten els «chiulets».[39]
- 1464. Benedetto Cotrugli  escrigué del xiulet de plata[40] que portaven els nauxers, principalment els de les galeres.

| «                                              | (italià) Nauchieri de la nave è lo primo et lo principale governatore et commandatore in nave... deve essere ferocissimo ad farse temere et obedire allo sono dello fischio, lo qual fischio à certi toni chesse intendono; et quando fischia deveno li marinari respondere “oho”, et allora lo nauchieri dicie in una parola multe cose… | (català) El nauxer de la nau és el primer i principal governador i comandant de la nau… ha de ser molt estricte en l'acompliment de les ordres donades a toc de xiulet ; aquest xiulet emet sons característics coneguts per tothom i, quan xiula els mariners han de respondre “oho”. Seguidament el nauxer dona ordres resumides, que amb una paraula volen dir moltes coses… | » |
| — Benedetto Cotrugli. De Navigatione (1464-65) | | |   |

- 1516. Ludovico Ariosto, en la seva obra Orland Furiós, resumeix en uns versos algunes de les ordres que es donaven amb el xiulet en una galera.[41][42]

| «                                           | I naviganti a dimostrare effetto Vanno dell' arte, in che lodati sono ; Chi discorre fischiando col fraschetto (per fischietto, xiulet) E quanto han gli altri a far, mostra col suono ; Chi l' àncore apparecchia da rispetto E chi ammainare, e chi alla scotta è buono ; Chi 'l timone, chi l'arbore assicura, Chi la coperta di sgombrare ha cura. | » |
| — Orlando furioso, canto XVIII, pàgina 247. | |   |

- 1545. J.Bouchet. Epistres du traverseur: «Le patron est du navire chief, puis vient le maistre, dict nouchief (nauxer), qui du patron le sifflet sur luy porte».[43]
- 1587. Cristòfol de Virués. El Monserrate.[44]

| «                                 | (castellà) Pero ya que en el alto golfo entraron, avivando el favonio los pineles/ el còmite silvando luego ordena/ levar los remos, i amainar la entena. | (català) En entrar a alta mar, quan el zèfir va despertar el penells, el còmit xiulant va ordenar sens pausa, llevar els rems i hissar l'antena. De fet «amainar» hauria de significar «arriar», però no tindria sentit el vers. Potser Virués va emprar «amainar» amb el sentit català d'«amanir». | » |
| — Cristòfol de Virués, Monserrate | | |   |

- 1615. Codi de senyals de xiulet en una galera, al Quixot. Ordre de «fora roba».:[45]«…pasose el cómitre en crujía, y dio señal con el pito que la chusma hiciese fueraropa, que se hizo en un instante. Sancho, que vio tanta gente en cueros, quedó pasmado…»
- 1832. Augustin Jal, oficial francès erudit en temes nàutics, parlava de dues menes de xiulets en un vaixell: els xiulets ordinaris i els xiulets anomenats rossinyols, exclusius dels oficials. Els rossinyols tenien un so més dolç.[46] En el seu Glossaire nautique es poden trobar els termes: sifflet, rossignol i fischietto'.'[47]